# Giuseppe Santoliquido
Giuseppe Santoliquido, né à Seraing, est un écrivain belge d'origine italienne.  

## Biographie
Ecrivain belge. Spécialiste de politique et culture italiennes, Giuseppe Santoliquido collabore avec de nombreux médias belges et étrangers.    

## Traductions
- Solstice, recueil de Libero De Libero, Ker éditions, 2016

## Essais
- Italie, une démocratie pervertie ?, Ker éditions, 2011

- Bunga Bunga, mode d'emploi : les dessous choc du système berlusconien, Renaissance du Livre, 2012

## Nouvelles
- Petites musiques de nuit, recueil, Grand Miroir, 2012
- Une vie parfaite, Achève-moi, Province de Liège, 2015
- Jusqu'au bout du rêve, La fureur de lire, Fédération Wallonie-Bruxelles, 2016[2]
- Belgiques, recueil, Ker éditions, 2018

## Romans
- L’Audition du Docteur Fernando Gasparri, Grand Miroir, 2011
- Voyage corsaire, Ker éditions, 2013
- L’Inconnu du parvis, Genèse édition, 2016
- L’Été sans retour, Gallimard, 2021[3]
- Le don du père, Gallimard, 2025

## Publications théâtrales
- Porca Strada !, Samsa éditions, 2025
- La nuit du fils, Samsa éditions, 2025

## Théâtre
- Le bon docteur Gasparri, adaptation et mise en scène de Gabriel Alloing et Michelangelo Marchese, Théâtre Le Public, 2022
- Porca Strada !, coécrit avec Fabrizio Rongione, mise en scène de Gabriel Alloing, Théâtre Le Public, 2024
- La nuit du fils, mise en scène de Sandra Raco, Théâtre des Galeries, 2025

## Prix littéraires
- Prix Emma Martin 2012
- Prix Saga Café 2012
- Prix Leonardo Da Vinci 2012
- Mention spéciale du jury du Prix Rossel 2012
- Finaliste du Prix Première 2012
- Finaliste du Prix Marcel Thiry 2014
- Prix Sabam Award Littérature 2014
- Prix Franz De Wever 2014, de l'Académie royale de langue et de littérature françaises de Belgique
- Finaliste Prix Rossel 2016
- Prix Moussa Konate 2021
- Finaliste Prix Rossel 2021
- Prix des Lecteurs Club 2021

## Distinctions
- Citoyen d'honneur de la Ville de Liège